# Sirocco (film, 1931)
Pour les articles homonymes, voir Sirocco (homonymie).
Pour plus de détails, voir Fiche technique et Distribution.
Sirocco est un film français réalisé par Jacques Séverac et sorti en 1931. 

## Fiche technique
- Titre : Sirocco
- Autre titre : La Rose du souk
- Réalisation : Jacques Séverac
- Scénario : Jacques Séverac
- Photographie : Jimmy Berliet et Jean Isnard
- Musique : Henri Bullérian
- Société de production : Gallia Films Productions
- Pays de production :  France
- Durée : 75 minutes
- Date de sortie : France - 18 décembre 1931

## Distribution
- Pierre Geay
- Leila Atouna
- Omar Ben Saadi
- Abslem Ben El Kebir

## À propos du film
Dans leur ouvrage Histoire de la France coloniale, Gilbert Meynier et Jacques Thobie précisent que La Rose du souk - « rebaptisé Sirocco pour le public français » - est dû à la collaboration de Jacques Séverac et de Mohammed Mammeri, ajoutant qu'il s'agit du premier film parlant arabe.